# Czerwonka (powiat Makowski)
Czerwonka is een dorp in het Poolse woiwodschap Mazovië, in het district Makowski. De plaats maakt deel uit van de gemeente Czerwonka en telt 150 inwoners.